# ذخیره‌گاه طبیعی تبردا
ذخیره‌گاه طبیعی تبردا (انگلیسی: Teberda Nature Reserve) یک پارک و ذخیره‌گاه طبیعی در استان قره‌چای و چرکس کشور روسیه است.